# Замок (фильм, 1997)
«За́мок» (нем. Das Schloß) — художественный фильм 1997 года.

## Сюжет
Экранизация знаменитого романа Франца Кафки. Господин К. приглашён Замком для проведения землемерных работ. Однако на месте он обнаруживает, что произошла путаница, и землемер Замку не нужен. Главный герой прилагает усилия для проникновения в Замок, но его честное желание работать и делать как надо встречает сопротивление жителей Деревни. Бюрократизм и тоталитаризм непонятен К., но абсолютно понятен и логичен для жителей Деревни, которые не понимают его. Симпатию к господину К. испытывает лишь сын сапожника — Ханс Брунсвик, верящий, что у господина К. есть будущее в Деревне и Замке.
Фильм заканчивается чёрным экраном и надписью: «Здесь заканчивается фрагмент Франца Кафки» (нем. An dieser Stelle endet Franz Kafkas Fragment).

## В ролях
- Ульрих Мюэ (Urlich Mühe) — господин К. (землемер)
- Сусанна Лотар (Susanne Lothar) — Фрида
- Франк Гиринг (Frank Giering) — Артур
- Феликс Эйтнер (Felix Eitner) — Иеремия
- Николаус Парила (Nikolaus Paryla) — Староста
- Андре Эйзерман (Andre Eisermann) — Варнава
- Дёрте Лисевски (Dörte Lyssewski) — Ольга
- Инга Буш (Inga Busch) — Амалия
- Норберт Швинтек (Norbert Schwientek) — Бюргель
- Ханц Диль (Hanz Diehl) — Эрлангер
- Биргит Унауэр (Birgit Unauer) — Пепи
- Удо Замель (Udo Samel) — голос за кадром

## Съемочная группа
- Авторы сценария: Михаэль Ханеке
- Режиссёр: Михаэль Ханеке
- Оператор: Яри Штибр, Хайнц Менсик, Маркус Кнаус, Мракус Кантер
- Художник-постановщик: Хели Малек-Шнёллер
- Композитор:
- Звукорежиссёр:
- Монтаж: Андреас Прочаска, Даниэлла Хофман
- Художник-гример:
- Продюсеры: Вёйт Хайдушка, Кристина Унндриц

## Награды
- Награда австрийского образовательного телевидения за лучший телефильм, Вена, 1998.
- Номинацию на немецкую кинопремию Адольфа Грима, Марль, Германия, 1999.